# Otto Lummer
Otto Lummer (ur. 17 lipca 1860 w Gerze  – zm. 5 lipca 1925 we Wrocławiu) − niemiecki fizyk, który prowadził badania w dziedzinie optyki. Skonstruował interferometr, znany też jako płytka interferencyjna Lummera-Gehrckego. W 1887 roku skonstruował fotometr (tzw. fotometr Lummera-Brodhuna). Z inicjatywy Lummera założono rozgłośnię radiową we Wrocławiu Schlesische Funkstunde. Lummer był jej współzałożycielem i pierwszym przewodniczącym rady nadzorczej.
Studiował matematykę i fizykę w Tybindze i Berlinie. W 1884 obronił doktorat pod kierunkiem Hermana Helmholtza, a następnie przez trzy lata był jego asystentem. W 1901 habilitował się na Uniwersytecie Berlińskim; W 1905 roku został mianowany profesorem fizyki na Uniwersytecie Wrocławskim.